# Cem Uzan

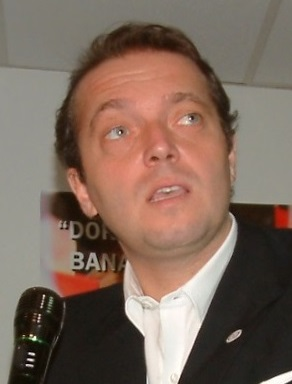
Cem Uzan, 2004

Cem Cengiz Uzan (* 26. Dezember 1960 in Adapazarı) ist ein türkischer Medienunternehmer und war Vorsitzender der nationalistischen Genç Parti (GP). Uzan wird häufig mit Silvio Berlusconi verglichen. Man wirft ihm Vermischung medialer und politischer Macht vor.
Uzan stammt aus einer der einflussreichsten Familien der Türkei, die einst über Banken (Imar-Bank), Kraft- und Zementwerke, Medien (Star TV), ein großes Mobilfunkunternehmen (Telsim) und zwei Profi-Fußballclubs (Adanaspor und İstanbulspor) herrschte.
Uzan gründete 2002 die Junge Partei (Genç Parti, GP) und trat bei den Parlamentswahlen 2002 an. Die GP warb in TV, Zeitungen und im Internet mit populistischen Aussagen besonders um junge Wähler, verpasste aber mit 7 % den Einzug in das Parlament. Auch bei den Parlamentswahlen 2007 verfehlte sie mit drei Prozent die Sperrklausel von 10 %.
Uzan floh 2009 nach Frankreich, wo er politisches Asyl erhielt, und lebt seither in Paris. Er forderte von der Schweiz Schadensersatz für die Überweisung von 268 Millionen Dollar an den Türkischen Versicherungsfonds für Spar- und Bankeinlagen TMSF sowie an Motorola und Nokia und wurde seit 2009 wiederholt von türkischen Gerichten in Abwesenheit zu hohen Haftstrafen verurteilt, zuletzt 2013 zu 18 Jahren wegen Unterschlagung.

## Familie
Cem Uzan heiratete dreimal. Mit seiner ersten Frau Şebnem Berker bekam er zwei Kinder: Sinan Kemal und Dilara Gizem. Aus seiner zweiten Ehe mit Alara Koçibey stammen die Kinder Emre Renç und Yasemin Paris. Seine dritte Frau ist die Schmuckdesignerin Fanny Blanchelande. Seine Enkelin Alev Uzan wurde 2020 geboren.